# Lythria colorata
Lythria colorata är en fjärilsart som beskrevs av Gradl 1938. Lythria colorata ingår i släktet Lythria och familjen mätare. Inga underarter finns listade i Catalogue of Life.